# Unguiculariopsis cribriformis
Unguiculariopsis cribriformis är en lavart som först beskrevs av Norman, och fick sitt nu gällande namn av Vagn Alstrup och David Leslie Hawksworth. Unguiculariopsis cribriformis ingår i släktet Unguiculariopsis, och familjen Helotiaceae. Arten är reproducerande i Sverige.